# 布勒特伊府邸
布勒特伊府邸（Hôtel de Breteuil）是法国巴黎十六区的一座历史建筑，位于福煦大街12号。

## 历史
该建筑是布勒特伊爵士的府邸，由建筑师欧内斯特·桑森设计，于1892年完工..
1858年圣诞节期间，这里举办了美国大师保羅·莫菲和阿道夫·安德森的西洋棋比赛。莫菲轻而易举地赢得了比赛。
这座建筑于1957年5月14日由爱尔兰政府购买，此后一直是爱尔兰驻法国大使馆所在地。

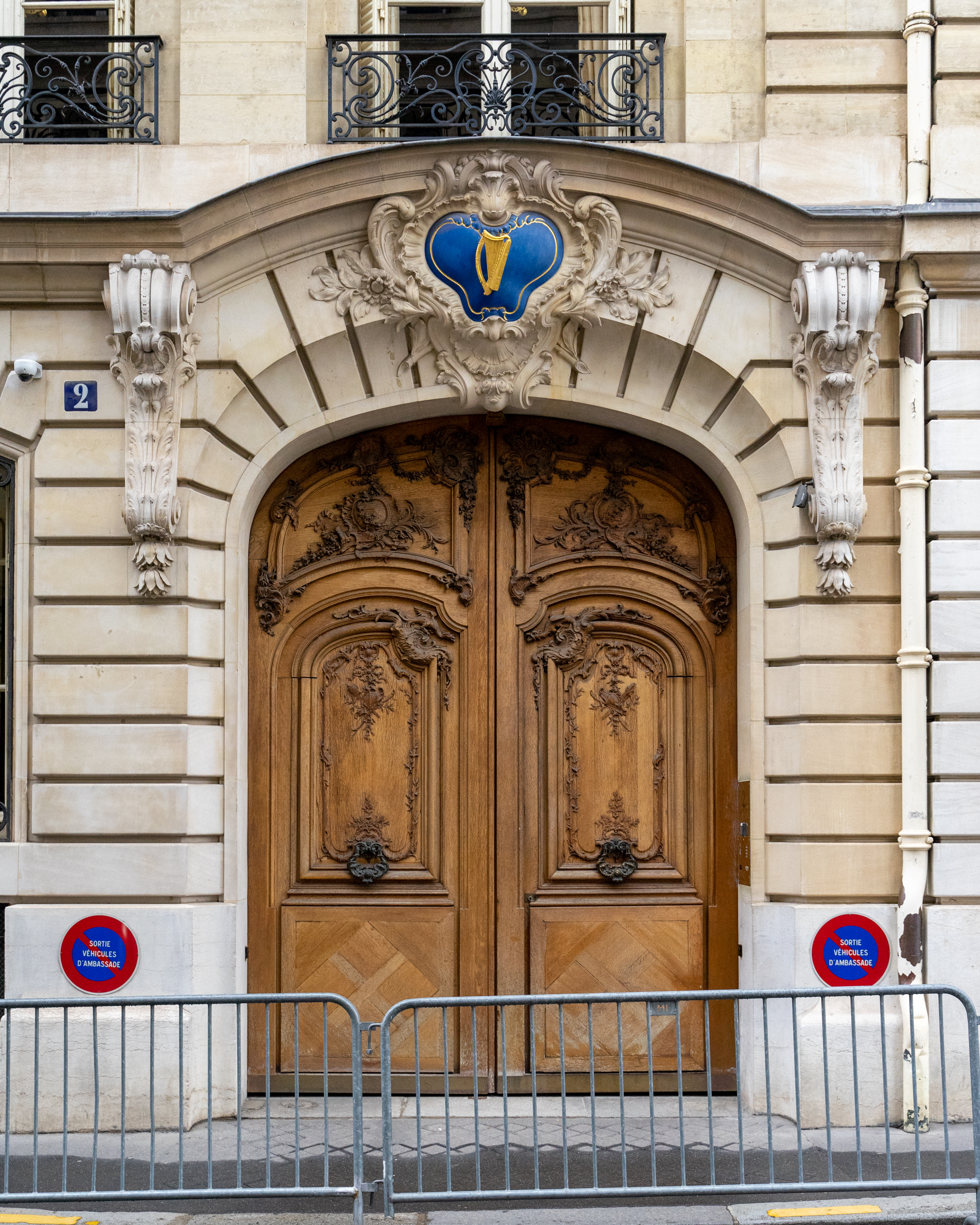
使馆入口的爱尔兰国徽
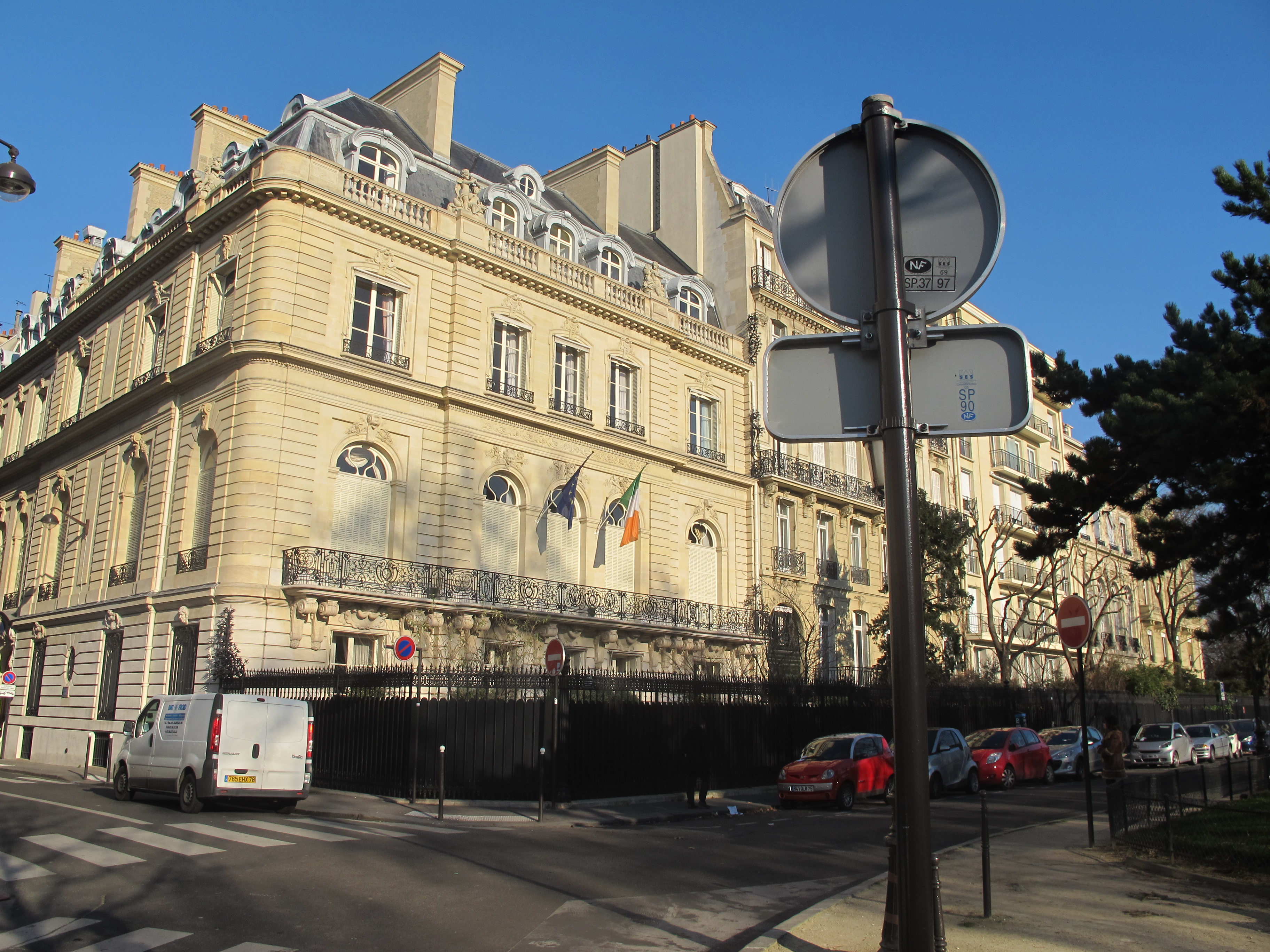